# 春天麻
春天麻（学名：Gastrodia fontinalis），又名春赤箭，为兰科天麻属下的一个种。

## 扩展阅读
- 維基物種上的相關：春天麻